# Mère Courage et ses enfants
 (février 2021).
Pour les articles homonymes, voir Mère Courage (film), Mère, Courage et Courage (homonymie).

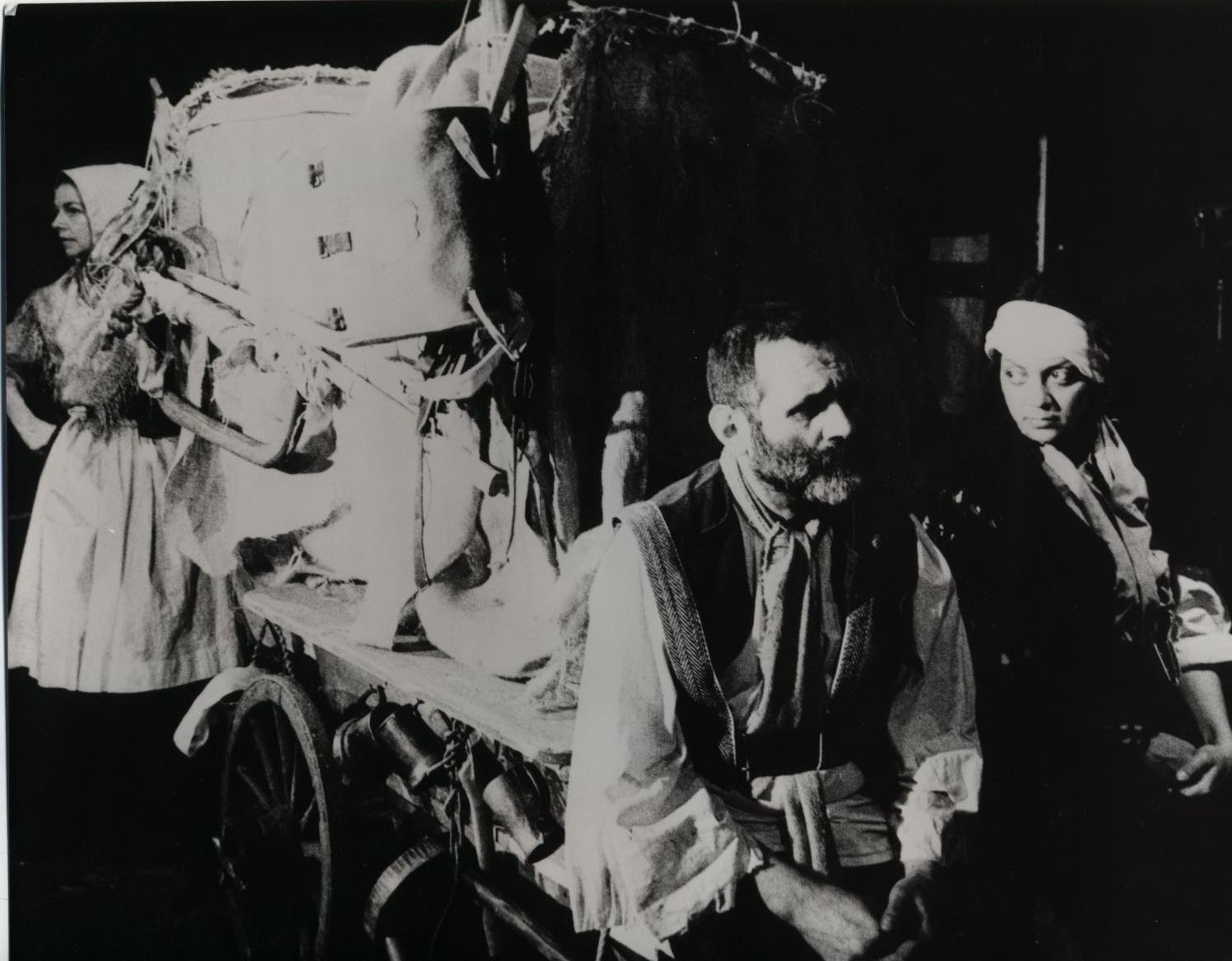
Mother Courage avec Renu Setna, Margaret Robertson et Josephine Welcome (1982), Internationalist Theatre, Londres.

Mère Courage et ses enfants (Mutter Courage und ihre Kinder) est une pièce de théâtre de Bertolt Brecht créée en 1941, portant le sous-titre : Chronique de la guerre de Trente Ans. La pièce fut écrite avec la collaboration de Margarete Steffin. La partition musicale originale est de Paul Dessau.

## La pièce
La pièce, écrite en 1938-1939, alors que Brecht vivait en exil en Scandinavie, a été créée au Schauspielhaus de Zurich en 1941.
Pendant la guerre de Trente Ans, la cantinière Anna Fierling, dite Mère Courage, accompagnée de ses deux fils, Eilif et Schweizerkas (gruyère), et de sa fille muette, Catherine, tire sa carriole sur les routes d’Europe. La pièce commence au printemps 1624, alors que la Suède recrute pour la guerre contre la Pologne.
De champ de bataille en champ de bataille, de Pologne en Bavière, toujours prête à réaliser une bonne affaire, Mère Courage s’est installée dans la guerre et fait du commerce pour être une bonne mère, mais elle ne peut être une bonne mère en faisant du commerce. Mère Courage court les champs de bataille pour y acheter et vendre tout ce qu’elle peut trouver, munitions, croquenots, poulets, etc. Pour gagner quelques sous, elle est prête à tout sacrifier.
Mère Courage est chaleureuse, retorse et pitoyable, victime elle aussi par aveuglement du métier qu'elle choisit. Pour gagner quelques sous, elle perd toute sa famille. La guerre lui prend ses enfants, l’un après l’autre. Elle se dit alors qu’ « il ne lui reste plus rien à vendre et que plus personne n’a rien pour acheter ce rien ».
Cependant elle ne renonce pas et reprend la route avec cette obstination de ceux qui, au bout du malheur, choisissent toujours le parti de la vie.
La carriole de Mère Courage est à la fois sa maison, son commerce, la cantine pour les soldats et le lieu des confidences entre les batailles. La carriole suit les armées, tantôt pleine, tantôt vide durant douze années de la guerre de Trente Ans, en résistant aux intempéries, aux canonnades et aux pillages.
La pièce se déroule en douze tableaux dont la carriole est le lieu de l'action.

## L'auteur
Cette carriole à travers l’Europe est aussi celle de Brecht qui dénonce l’absurdité des conflits armés.
Mère Courage et ses enfants constitue sans conteste un des piliers du répertoire de Brecht. Alors que l’Europe se précipite dans l'horreur de la Seconde Guerre mondiale, l’auteur allemand va écrire une œuvre pamphlétaire, visant à dénoncer l’absurdité d’une guerre, dite de religion, mais aux tenants fortement politiques.
Mère Courage est un regard sur le monde du point de vue des petites gens, ce monde que Bertolt Brecht voulait passionnément changer. Résumant la condition humaine et l’implacable mécanisme des conflits armés, c’est une fresque qui relève du style baroque avec ces scènes où se mêlent l’injure et le ricanement, la sagesse populaire, le blasphème et la poésie.
Cependant, on ne saura pas dans quel camp se place le poète et quelle cause il défend. Le poète s'est inspiré de deux récits du romancier allemand Hans Jakob Christoffel von Grimmelshausen (1622-1676) sur la guerre de Trente Ans.

## Éditions françaises
- Mère Courage et ses enfants, traduction de Guillevic, L'Arche, 1955.

## Adaptations cinématographiques
- 1955 : Mère Courage, film inabouti de Wolfgang Staudte
- 1957 : Mutter Courage und ihre Kinder, enregistrement réalisé pour la télévision allemande en 1957 par Peter Hagen
- 1961 : Mère Courage et ses enfants, réalisé par Peter Palitzsch et Manfred Wekwerth.

## Référence dans le jeu vidéo
Un des ennemis du jeu The Forever Winter (2024) est nommé Mother Courage, très probablement en référence au personnage éponyme de cette pièce.